# 斬 (漫画)
『斬』（ザン）は、杉田尚による日本の少年漫画。『週刊少年ジャンプ』（集英社）において、2006年34号から52号まで連載された。連載時の話数の単位は「太刀」である。

## あらすじ
現代の日本とは違うもうひとつの「現代の日本」。この日本では男は皆、昔の武士のように刀を所持しており、正当防衛や両者の合意による真剣勝負ならば人を斬っても罪にはならない。厳しい掟が常識として通じる世界で、武士（おとこ）達は己の武と魂を競い合う。
無双（なしふた）市に転校してきた高校生・村山斬は、亡き父のように強い武士になる事を夢見る少年である。だが、剣の腕に覚えはまったくなく、気弱な性格が災いして他人から見下されていた。転校しても友達も出来ず、不良からいじめられていた斬であるが、「研無刀」と共に真剣勝負を挑むことで少しずつ成長していく。

## 世界観
文明レベルはほとんど現代日本と同じだが、帯刀が禁止されておらず、サラリーマンから学生まで男性は帯刀しているパラレルワールドである。両者合意の上での真剣勝負が認められている。なお、作中では「帯刀」としているが、実際には槍や手裏剣や木槌、さらには格闘技なども禁止されていないので、様々な武器および武術全般を身に付ける事を代表して「帯刀」と表現している。
作中では「侍・武士」などが重要な価値観として存在しているが、牛尾や金蔵のように、真剣勝負の名の下に、戦闘を強要する者も多く描写されている。また、法律で帯刀と真剣勝負が認められているとはいえ、真剣勝負の強さだけが世間の評価に必ずしも繋がるというわけではなく、社会で活躍するためには一般学力なども必要とされている。
本作品の主な舞台は、主人公の斬が通学している無双高等学校（なしふたこうとうがっこう）であり、教育方針が帯刀者を許可しない方向へ向かいつつある。

## 関連用語
研無刀（けんぶとう）
「斬る」よりも「破壊する」事を目的として硬度と重量を増加させた刀で、「切れ味」そのものは皆無である。当然、普通の刀と同じ感覚では使えず、相当の技量と筋力が必要になる。なお、研無刀の鞘も本体の重量に耐えるため、本体と同等の強度を持っている。
鋭斬刀（えいざんとう）
研無刀とは逆に、徹底的に切れ味と軽さを追求した刀。代わりに硬度を犠牲にしているので、使いこなすにはやはりかなりの技量が必要である。
無崩篭（むほうごて）
研無刀の斬撃すら防ぐ筒状の篭手。刺々森は鋭斬刀と併用して使い、弱点を補強していた。
忍武士（しのびぶし）
忍者ではなく、あくまで武術の一環として忍術を習得した武士のこと。

## 登場人物

### 斬とその仲間
村山斬（むらやま ザン）
本作品の主人公で、達人しか扱えない「研無刀」を持っている高校2年生の少年。前の学校では虐められて、無双高校に転校してきた。普段は弱く、この刀を無茶苦茶に振り回すことしかできないが、危機に陥ると強くなり、研無刀を扱えるようになる。小柄な体格に反して膂力は強く、鉤縄で屋上にしがみついた貫木を片手で引っ張り上げることが出来たほど。
月島に好意を持っており、彼女のためなら嫌いな真剣勝負も受ける。気弱で億劫な性格だが、人一倍優しい。
月島弥生（つきしま やよい）
女性では珍しく刀を帯刀している高校2年生の少女。剣道五段で、とても美少女で一般アイドルをも凌ぐと評判である。性格は血気盛んなところがある。武士は男性という風潮のなかで、自らが女性であることにコンプレックスを抱いており、真剣勝負で自分が武士であることを証明しようとする。その思いゆえに、他者の真剣勝負に介入することが多い。作者自身も単行本で「おてんばにさせすぎた」と述べている。
貫木刃（つらぬき やいば）
忍武士の高校2年生の少年で、斬とは同じクラス。見た目が怖く、態度が大きいせいか、すぐ他人に絡んでいるように見えるので、将来辻斬りになるのではと恐れられている。しかし実際は、一々物事を引きずらない好青年である。
屋上で女子生徒を不良から守った際、そこに駆け付けた斬に「女子生徒を襲っている」と勘違いされ、真剣勝負を行う。その後ひょんなことから勝利を収めた斬に「止めを刺せ」と言うも、斬に首を横に振られ親友になる。斬（読みきり版）後に、掲載された作品「破天荒」の主役にもなった（その中では、鬼村四郎（先行して登場））。

### 金蔵一味
金蔵銭太郎（かねくら ぜにたろう）
指折りの御曹司の息子で三角頭をしている。校内最強ランキングを上げるため、父に金で雇ってもらっているボディーガードの3人を使って、上位ランカーを卑怯な手段で倒していた。作品中盤で月島襲撃計画を立て、拉致して学校内に作った地下室に監禁し暴行を加えようとしたが、乱入した花咲に打ちのめされ、手駒をすべて失ったことを知り精神崩壊を起こした。作者曰く「悪の化身」とのことである。
刺々森鋭次（ささもり えいじ）
金蔵に雇われている2年。喫煙している。容姿は直に制服を着ていると思われる超ローレグで、「裸野郎」と貫木に言われている。片手に無崩篭を装着し、鋭斬刀で敵を切り刻む。月島を助け出そうとした斬と対戦し、敗北後に金蔵一派を抜ける。
金目当てに金蔵に仕えており、忠誠心は無いに等しい。
討条戒（とうじょう かい）
金蔵に雇われている3年。眼帯が特徴。3人の内ではリーダー格である。金蔵を尊敬しているわけでは無いが、忠誠を誓っている。目にもとまらぬ居合い抜きと、前動作の無い切り返しを得意とする。
壊原大五（かいばら だいご）
金蔵に雇われている3年。討条を尊敬している大柄な男。木槌を武器とし、空振りしても地面を叩いた衝撃波が相手を襲う。夜の学校にて月島を助け出そうとした斬・貫木の前に立ちふさがり、貫木に倒された。後に討条と共に学校を去る。

### 生徒会関係者
絶山剣舞（たちやま けんぶ）
3年生。生徒会執行部員。刀身の太い大型の角刀を背負っている。戦法は刀の質量を活かした突き技主体で、相手を刺しつつ吹き飛ばす。作者曰く「とことん毒舌で、クール」とのことである。
花咲ユリ（はなさき ゆり）
1年生。生徒会執行部の女子部員。ショートカットで、ピン止めをつけている。素手での格闘が得意であるが、刀剣も扱える。一見ぶりっ子に見えるが、理念に関しては月島を感心させるものがある。
校長
斬達の通う無双高の校長。白髪で髭を蓄え、髪型はオールバックで葉巻を愛用している。現在の無双高をよく思っておらず、生徒会執行部のメンバーに不良生徒の制裁を命令した。
読みきり版には、斬のクラスの教員として登場する。こちらでは自ら真剣を用いて不良生徒への制裁を行っていた。

### その他
牛尾（うしお）
不良の親分。月島にラブレターのような封筒で果たし状を送りつけたが、月島に敗れて入院した。退院後に再び月島と対戦するも、月島を襲撃した壊原に一撃で叩きのめされた。斬(読みきり版)にも、ほぼ同デザインの人物が登場する。
赤井（あかい）
牛尾の舎弟で、使い走りや牛尾が怪我した際の救助を行った。坊主頭で訛り（東北風）がつよい。斬は最初、彼を月島の彼氏と間違えた。
木下静夫（きのした しずお）
メガネをかけた地味な男。しかし、実は妄想癖の強い月島のストーカーで、月島を殺そうとした。覚醒した斬に敗北した後、学校を去る。悪者によると「泳いで南極に行った」とのこと。後に「SWOT」にて、行き倒れていた攻森を助け出す。
村山斬ノ介（むらやま ざんのすけ）
斬の父親。週刊誌『侍王』に載るほどの有名人であった。研無刀を使いこなし、雑誌でも「凄い」と記されているほどの剣豪だったが、既に他界している。斬の目標でもある。

## サブタイトル
1. 斬、見参!!（2006年34号）
2. 夢（2006年35号）
3. 貫木刃 参上!!（2006年36・37号）
4. 貫木の力（2006年38号）
5. 忍武士（2006年39号）
6. 勝ち?負け?（2006年40号）
7. 嵐の前の静けさ（2006年41号）
8. 月島の行方（2006年42号）
9. 月島救出戦（2006年43号）
10. 真剣勝負!（2006年44号）
11. 研無刀 VS 鋭斬刀（2006年45号）
12. 二刀流（2006年46号）
13. 討条 戒（2006年47号）
14. 新勢力（2006年48号）
15. 超高速の太刀（2006年49号）
16. 秘剣（2006年50号）
17. 武士（2006年51号）
18. はじまり（2006年52号）

## 単行本
1. 斬、見参!!（ISBN 978-4-08-874304-2）
2. 月島救出戦（ISBN 978-4-08-874331-8）